# Medas
Medas é uma localidade portuguesa do Município de Gondomar que foi sede da Freguesia de Medas, freguesia que tinha 12,47 km² de área e 2 129 habitantes (2011), e, por isso, uma densidade populacional de 203,3 hab/km².
A Freguesia de Medas foi extinta em 2013, no âmbito de uma reforma administrativa nacional, para, em conjunto com a Freguesia de Melres, formar uma nova freguesia denominada União das Freguesias de Melres e Medas com a sede em Melres.
A freguesia era constituída pelas localidades de Medas, Broalhos, Pombal e Vila Cova.
Pertenceu ao concelho de Aguiar de Sousa antes de passar para o concelho de Gondomar.
Entre as colectividades desta localidade estão o Medense Futebol Clube, o Rancho Foclórico "As Ceifeiras" de Santa Maria de Medas, Sociedade Columbófila Dez de Junho(Desporto, Cultura & Recreio) e o AJAM.
A destacar nesta povoação como locais de interesse, a marina de Pombal, as Piscinas Municipais de Medas, o Pavilhão Gimnodesportivo de Medas, o Parque de Campismo "Campidouro" que se situa numa das encostas Sul do povoado com o Rio Douro e a Sede Social da S.C. Dez de Junho com apresentações regulares de dança, música e teatro.

## População
| População da freguesia de Medas | População da freguesia de Medas | População da freguesia de Medas | População da freguesia de Medas | População da freguesia de Medas | População da freguesia de Medas | População da freguesia de Medas | População da freguesia de Medas | População da freguesia de Medas | População da freguesia de Medas | População da freguesia de Medas | População da freguesia de Medas | População da freguesia de Medas | População da freguesia de Medas | População da freguesia de Medas |
| ------------------------------- | ------------------------------- | ------------------------------- | ------------------------------- | ------------------------------- | ------------------------------- | ------------------------------- | ------------------------------- | ------------------------------- | ------------------------------- | ------------------------------- | ------------------------------- | ------------------------------- | ------------------------------- | ------------------------------- |
| 1864                            | 1878                            | 1890                            | 1900                            | 1911                            | 1920                            | 1930                            | 1940                            | 1950                            | 1960                            | 1970                            | 1981                            | 1991                            | 2001                            | 2011                            |
| 645                             | 679                             | 1 242                           | 938                             | 944                             | 990                             | 1 028                           | 1 184                           | 1 410                           | 1 730                           | 1 900                           | 2 356                           | 2 433                           | 2 353                           | 2 129                           |

| Distribuição da População por Grupos Etários | Distribuição da População por Grupos Etários | Distribuição da População por Grupos Etários | Distribuição da População por Grupos Etários | Distribuição da População por Grupos Etários | Distribuição da População por Grupos Etários | Distribuição da População por Grupos Etários | Distribuição da População por Grupos Etários | Distribuição da População por Grupos Etários | Distribuição da População por Grupos Etários |
| -------------------------------------------- | -------------------------------------------- | -------------------------------------------- | -------------------------------------------- | -------------------------------------------- | -------------------------------------------- | -------------------------------------------- | -------------------------------------------- | -------------------------------------------- | -------------------------------------------- |
| Ano                                          | 0-14 Anos                                    | 15-24 Anos                                   | 25-64 Anos                                   | > 65 Anos                                    |                                              | 0-14 Anos                                    | 15-24 Anos                                   | 25-64 Anos                                   | > 65 Anos                                    |
| 2001                                         | 422                                          | 356                                          | 1 306                                        | 269                                          |                                              | 17,9%                                        | 15,1%                                        | 55,5%                                        | 11,4%                                        |
| 2011                                         | 279                                          | 265                                          | 1 230                                        | 355                                          |                                              | 13,1%                                        | 12,4%                                        | 57,8%                                        | 16,7%                                        |

## Património
- Igreja de Nossa Senhora da Natividade (matriz)
- Capelas de Nossa Senhora de Canas e do Divino Salvador
- Castelo da Fisga
- Serra de Açores